# العلاقات الأندورية الموريتانية
العلاقات الأندورية الموريتانية هي العلاقات الثنائية التي تجمع بين أندورا وموريتانيا.

## مقارنة بين البلدين
هذه مقارنة عامة ومرجعية للدولتين:
| وجه المقارنة                                              | أندورا                                                     | موريتانيا                 |
| --------------------------------------------------------- | ---------------------------------------------------------- | ------------------------- |
| المساحة (كم2)                                             | 468                                                        | 1.03 مليون                |
| عدد السكان (نسمة)                                         | 76.18 ألف                                                  | 4.42 مليون                |
| الكثافة السكانية (ن./كم²)                                 | 16.28 ألف                                                  | 4.29                      |
| العاصمة                                                   | أندورا لا فيلا                                             | نواكشوط                   |
| اللغة الرسمية                                             | اللغة الكتالونية                                           | اللغة العربية، لغة فرنسية |
| العملة                                                    | يورو                                                       | أوقية موريتانية، أوقية ‏   |
| الناتج المحلي الإجمالي (بليون دولار)                      | 3.01 مليار                                                 | 5.02 مليار                |
| الناتج المحلي الإجمالي (تعادل القوة الشرائية) بليون دولار |                                                            |                           |
| الناتج المحلي الإجمالي الاسمي للفرد دولار أمريكي          |                                                            |                           |
| الناتج المحلي الإجمالي للفرد دولار أمريكي                 |                                                            | 3.91 ألف                  |
| مؤشر التنمية البشرية                                      | 0.858                                                      | 0.506                     |
| رمز المكالمات الدولي                                      | +376                                                       | +222                      |
| رمز الإنترنت                                              | .ad                                                        | .mr                       |
| المنطقة الزمنية                                           | ت ع م+01:00، توقيت وسط أوروبا، ت ع م+02:00، أوروبا/أندورا ‏ | 00                        |

## منظمات دولية مشتركة
يشترك البلدان في عضوية مجموعة من المنظمات الدولية، منها:
| علم المنظمة | اسم المنظمة                   | تاريخ انضمام أندورا | تاريخ انضمام موريتانيا |
| ----------- | ----------------------------- | ------------------- | ---------------------- |
|             | منظمة الشرطة الجنائية الدولية | ?                   | ?                      |
|             | الأمم المتحدة                 | 28 يوليو 1993       | 27 أكتوبر 1961         |
|             | منظمة حظر الأسلحة الكيميائية  | ?                   | ?                      |
|             | يونسكو                        | 20 أكتوبر 1993      | 10 يناير 1962          |
|             | الاتحاد الدولي للاتصالات      | 12 نوفمبر 1993      | 18 أبريل 1962          |

## وصلات خارجية
- موقع وزارة الخارجية الأندورية